# Micranthes melaleuca
Micranthes melaleuca är en stenbräckeväxtart som först beskrevs av Fischer, och fick sitt nu gällande namn av A.S.Losina- Losinskaja. Micranthes melaleuca ingår i släktet rosettbräckor, och familjen stenbräckeväxter. Inga underarter finns listade i Catalogue of Life.